# Arkimedes Arguelyes
Arkimedes Arguelyes Rodriges é um ciclista profissional russo nascido a 9 de julho de 1988.
Estreia como profissional no ano 2011 com a equipa russa ProTeam Katusha, depois de ter estado um ano na sua equipa filial.

## Palmarés
- 2010
  - 1 etapa do Grande Prêmio de Portugal

- 2013
  - 3.º no Campeonato da Rússia Perseguição por Equipas (fazendo equipa com Sergey Shilov, Dmitriy Sokolov e Kiril Sveshnikov)

## Equipas
- Itera-Katusha (2010)
- Katusha (2011)
- RusVelo (2012)
- Lokosphinx (2013-2014)